# Emmy (albańska piosenkarka)
Emmy, właśc.Elsina Hidersha (ur. 15 marca 1989 we wsi Rehovicë, okręg Skrapar, zm. 28 lutego 2011 w Tiranie) – albańska piosenkarka.

## Życiorys
Była jedną z najbardziej rozpoznawalnych piosenkarek albańskich, znaną z takich przebojów, jak "Pse të dua ty", "A ma jep", "Rastësisht u pamë" i "Let It Play". Rankiem 26 lutego, kiedy wracała z koncertu w jednym z nocnych klubów Tirany, uderzył w nią samochód Volkswagen Touareg, prowadzony przez jej byłego partnera, kosowskiego biznesmena – 47-letniego Aziza Kelmendiego. Kelmendi był pod wpływem alkoholu, prawdopodobnie przyczyną jego zachowania była zazdrość. Piosenkarka została przewieziona do Szpitala Wojskowego w Tiranie w stanie śpiączki, z ciężkimi obrażeniami głowy. Zmarła dwa dni później w szpitalu.
24 maja 2011 Prokuratora Okręgowa w Tiranie zamknęła dochodzenie w sprawie śmierci piosenkarki, uznając, że zginęła w wyniku nieumyślnego potrącenia przez samochód.